# Bernadette Peters
Bernadette Peters (nascida Bernadette Lazzara em 28 de fevereiro de 1948 no Ozone Park, Queens, Nova Iorque) é uma atriz, cantora e autora de livros infantis estadunidense. Ao longo de uma carreira que já dura cinco décadas, ela já atuou no teatro musical, filmes e televisão, bem como na realização de shows e gravações solo. Ela é um dos artistas mais aclamados da Broadway, tendo recebido sete indicações para o Tony Awards e vencido duas, e e oito Drama Desk Awards, vencendo três. Quatro dos cast recording lançados em que ela atuou ganharam Grammy Awards.
Peters apareceu pela primeira vez no palco ainda uma criança e, em seguida, adolescente na década de 1960, e no cinema e na televisão na década de 1970. Ela foi elogiada por este trabalho precoce e para aparições em The Muppet Show, The Carol Burnett Show e em outros trabalhos na televisão e por seus papéis em filmes como Silent Movie, The Jerk, Pennies from Heaven e Annie. Em 1980 voltou ao teatro, onde se tornou uma das estrelas mais conhecidas da Broadway ao longo das próximos três décadas. Ela também já gravou seis álbuns solo e vários singles, assim como muitos cast álbuns lançados, e realiza regularmente em seu próprio show solo. Peters também continua a atuar em filmes e na televisão, onde ela foi indicada para três prêmios Emmy e três Golden Globe Awards, vencendo uma vez.
Peters é particularmente conhecida por seu papéis em musicais, incluindo Song and Dance, Sunday in the Park with George, Into the Woods, Annie Get Your Gun e Gypsy, and A Little Night Music, tornando-se intimamente associada com o compositor Stephen Sondheim. Ela teve um relacionamento romântico de quatro anos com o comediante Steve Martin, e foi casada com o conselheiro de investimento Michael Wittenberg há mais de nove anos, até sua morte em um acidente de helicóptero em 26 de setembro de 2005. Peters é conhecida por seu trabalho de caridade, inclusive como uma das fundadoras da organização beneficente animal Broadway Barks.